# Axel Nylander
Karl Axel Salomon Nylander (i riksdagen kallad Nylander i Borås), född 15 juni 1888 i Uppsala, död 12 mars 1965 i Tranemo församling, Älvsborgs län. var en svensk ingenjör, företagsledare och riksdagsledamot.
Nylander, som var civilingenjör, drev järn- och glasbruket Strömsfors bruk i nuvarande Svenljunga kommun. Han var ordförande för Sveriges verkstadsförening 1949-1953.Nylander var ledamot för högern i riksdagens första kammare från 1930-37, invald i Älvsborgs läns valkrets. Nylander motionerade redan 1930 om högertrafik i Sverige.
Axel Nylander var son till Karl Uno Nylander, gift sedan 1919 med Kerstin Larssén samt far till Elisabet Berg von Linde, Axel-Uno Nylander och Brita Nylander.